# Tú y yo volvemos al amor
Tú y yo volvemos al amor es una canción de la cantante Mónica Naranjo producida por esta y Cristóbal Sansano e incluida en el año 1997 en el segundo álbum de estudio de la cantante, Palabra de mujer. fue lanzada en España y en México, como el sexto sencillo del disco. En el año 2008, el dúo estadounidense Ha*Ash realizó una versión de este tema incluido en su tercer álbum Habitación doble (2008), el tema fue lanzado al año siguiente como tercer y último sencillo del disco.

## Créditos
- Voz principal: Mónica Naranjo
- Escrita por: Mónica Naranjo, Cristóbal Sansano.
- Compuesta por: Cristóbal Sansano
- Producida por: Mónica Naranjo, Cristóbal Sansano.
- Programación por: Cristóbal Sansano

## Videoclip y promoción
Para el videoclip se utilizó imágenes de su actuación en el Tour Palabra de Mujer. En 1999 la canción se incluyó en la banda sonora de la película española Novios.

## Formatos y versiones

### Otras versiones
Estudio
- Álbum Versión — 04:32

#### Directo
- Versión Tour Palabra de mujer
- Versión Tour Grandiosas Internacional
- Versión Gira Renaissance: 25 aniversario

### Formatos
| Promo CD (SAMPCS 5320) 1. "Tú y yo volvemos al amor" — 4:32 Promo CD (PRCD 97241) 1. "Tú y yo volvemos al amor" — 4:32 Sobre tu piel Promo CD (SAMPCS 7057) 1. Sobre tu piel (Dueto con Richard Cocciante) - 4:31 2. "Tú y yo volvemos al amor" — 4:32 Sobre tu piel Maxi-CD (EPC 667370 1) 1. Sobre tu piel (Dueto con Richard Cocciante) - 4:31 2. "Tú y yo volvemos al amor" — 4:32 |

## Versión de Ha*Ash
«Tú y yo volvemos al amor» es una canción del dúo estadounidense Ha*Ash incluido en su tercer álbum Habitación doble (2008), el tema fue lanzado solo para las radios mexicanas como tercer y último sencillo para la promoción del disco en febrero del año 2009. La pista no tiene un vídeo musical oficial.

### Recepción
La canción en México, se ubicó en la posición veinte en las listas Mexico Español Airplay, y treinta y uno en México Airplay, ambas de Billboard. En el mismo país, a la posición doce en el Monitor Latino.

### Créditos y personal
Créditos adaptados de las notas del álbum y AllMusic.

#### Grabación y gestión
- Bases grabadas en Sound Kitchen (Nashville)
- Voces grabadas en J'S House Stdios (Miami)
- Masterización en Sterling Sound
- Editado en Digital Perfomer
- Administrado por Sony BMG / ATV Discos Music Publishing LLC / Westwood Publishing

#### Personal
- Ashley Grace: voz
- Hanna Nicole: voz
- Bob Britt: guitarra eléctrica
- Gary Lunn: bajo
- Kerry Marx: guitarra eléctrica, guitarra acústica
- Brian Fullen: batería
- Bob Patin: piano, sintetizador
- Scott Sanders: pedal Steel
- Paul Furnance: guitarra eléctrica
- Graeme Pleeth: producción, programación, mezcla
- Mauri Stern: producción
- Jeef Balding: ingeniero de grabación
- Jean Rodríguez: dirección vocal
- Justin Daniela: ingeniero de grabación de voces
- Robert Dante: edición de voces
- Chris Gehringer: masterización

### Posicionamiento en listas
| País   | Listas                             | Mejor posición |
| 2009   | 2009                               | 2009           |
| ------ | ---------------------------------- | -------------- |
| México | Mexico Airplay (Billboard)         | 31             |
| México | Mexico Español Airplay (Billboard) | 20             |
| México | Monitor Latino                     | 12             |

### Historial de lanzamiento
| País   | Fecha                | Formato          | Discográfica     | Ref   |
| ------ | -------------------- | ---------------- | ---------------- | ----- |
| Varios | 6 de febrero de 2009 | Descarga digital | Sony Music Latin | [ 2 ] |